# 耶魯 (堪薩斯州)
耶魯（英語：Yale）為美國堪薩斯州克勞福德縣的非建制地區。

## 歷史
耶魯位在密蘇里太平洋鐵路上，為一座礦區小鎮。
此社區的郵政局於1892年8月16日開設，期間持續營運直到1914年2月28日終止。